# Ricomincia da oggi
Ricomincia da oggi (Ça commence aujourd'hui) è un film del 1999 diretto da Bertrand Tavernier.

## Trama
Daniel è il direttore di una scuola materna in una regione duramente colpita dalla disoccupazione. Un giorno la signora Henry viene a prendere sua figlia Laetitia, ma, ubriaca, barcolla e cade nel cortile. La signora fugge via per la vergogna, lasciando Laetitia e il fratellino a scuola. Daniel deve così accompagnare a casa i piccoli, dove scopre le condizioni degradate dove essi vivono. Profondamente colpito dalla loro difficile condizione decide di intervenire, aiutato dalla sua ragazza Valeria e da Samia, un'assistente sociale, ma si deve scontrare con le autorità.

## Riconoscimenti
- 2000 - Premio Lumière
  - Miglior attore (Philippe Torreton)